# علم ميكروبات الفم

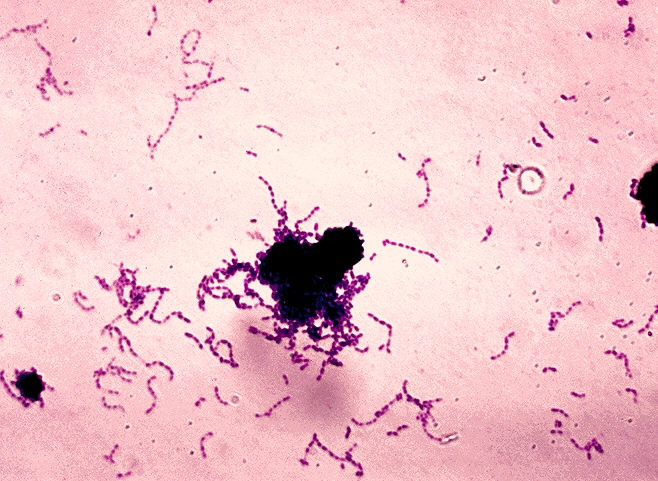
بكتيريا العقدية الطافرة المُشبب الرئيس في تسوس الأسنان.

علم ميكروبات الفم هو علم يدرس الميكروبات الموجودة في تجويف الفم وتفاعلاتها مع بعضها البعض ومع العائل. ومن الموضوعات ذات الأهمية الخاصة في هذا المجال دور الميكروبات التي تعيش في الفم في الإصابة بأهم مرضين رئيسيين من أمراض الأسنان: تسوس الأسنان ومرض دواعم الأسنان.
يأوي الفم مجموعة كبيرة ومتنوعة ومعقدة من الميكروبات. وتعيش هذه الأحياء الدقيقة التي تتميز بالتنوع الهائل على الأسطح المختلفة للفم الطبيعي. وتتراكم البكتيريا على أنسجة الفم الصلبة والرخوة على حد سواء مشكلة طبقة أو بيوفيلم. ويُعد الالتصاق البكتيري ذا أهمية خاصة لبكتيريا الفم.
وقد طورت بكتيريا الفم آليات لاستشعار بيئتها وتفادي العائل وتعديل سلوكه. وتعيش البكتيريا في المأوى الإيكولوجي الذي يوفره كل من سطح الأسنان والنسيج الظهاري للثة. إلا أن نظام الدفاع الطبيعي للعائل عندما يتمتع بكفاءة عالية يرصد باستمرار المستعمرات البكتيرية ويمنع اختراق البكتيريا للأنسجة الموضعية. ويوجد توازن ديناميكي بين بكتيريا جير الأسنان ونظام الدفاع الطبيعي للعائل.

## بكتيريا الفم
تشمل بكتيريا الفم البكتريا العقدية، وبكتريا اللبن، والمكورات العنقودية، والوتديات، والعديد من اللاهوائيات وخاصةً أشباه البكتريا. ويولد الطفل وفمه خالٍ من البكتيريا ولكن سرعان ما تستوطنه البكتيريا مثل البكتريا العقدية اللعابية. ومع ظهور الأسنان خلال العام الأول، يبدأ استيطان العقدية الطافرة والعقدية النزفية عندما تستعمر هذه الميكروبات سطح الأسنان واللثة. وتلتصق بعض السلالات الأخرى من العقديات التصاقًا شديدًا باللثة والأضراس دون الأسنان. وتُعد منطقة شق اللثة (التي تدعم هياكل الأسنان) مأوى لمختلف أنواع اللاهوائيات. أما أشباه البكتيريا واللولبيات فتبدأ في استيطان الفم عند البلوغ.

### اللولبية السنية
ترتفع مستويات البكتيريا الملتوية الموجودة في الفم عند المرضى الذين يعانون من أمراض دواعم الأسنان. وبين هذه المجموعة، تعتبر اللولبية السنية الأكثر دراسة وواحدة من أنواع البكتيريا الرئيسية المسببة لالتهابات دواعم السن. واللولبية السنية من أنواع البكتيريا المتحركة وتهضم البروتينات بدرجة كبيرة

### اللولبيات المغزلية
تعيش البكتيريا اللولبية والعصيات مغزلية الشكل ضمن البكتيريا الطبيعية في الفم، إلا أنها قد تسبب عدوى وأمراضًا لتجويف الفم عند حدوث نزيف في تجويف الفم:
1. التهاب اللثة الحاد المسبب للقرح وموت الأنسجة (ANUG)
2. ذبحة فينسان مع وجود غشاء يغطي منطقة الحلق

### الفيونيلة
الفيونيلة نوع من المكورات اللاهوائية السالبة الغرام. ويعتقد أن هذا النوع ينتشر في البيئة الحمضية للتسوس ويعتقد أنها تبطئ من تفاقم تسوس الأسنان. حيث تحول النواتج الحمضية للأنواع الأخرى إلى نواتج أقل حمضية.

### البورفيروموناس اللثوية
البورفيروموناس اللثوية (Porphyromonas gingivalis) بكتيريا لاهوائية سالبة الغرام ترتبط ارتباطًا كبيرًا بالتهاب دواعم الأسنان المزمن عند البالغين. وتنتج البكتيريا عددًا من عوامل الشدة المميزة ويمكن معالجتها وراثيًا. ويساعد توافر سلسلة الجينوم في فهمنا لبيولوجيا البورفيروموناس اللثوية وكيفية تفاعلها مع البيئة، والبكتيريا الأخرى والإنسان العائل.

### البكتيريا المشعشعة المصاحبة للورم الفطري
تُعد البكتيريا المشعشعة المصاحبة للورم الفطري (Aggregatibacter actinomycetemcomitans) إحدى العوامل المسببة لأمراض الفم بسبب عوامل شدتها، وارتباطها بالتهاب دواعم الأسنان السريع الانتشار عند صغار المراهقين، وتشير الدراسات إلى أنها قد تتسبب في ارتشاف دواعم اللثة.

### البكتريا اللبنية العصوية
ربطت الأبحاث بين بعض أنواع البكتريا اللبنية العصوية وتسوس الأسنان بالرغم من أن هذه البكتيريا عادةً ما ترتبط بالإنسان بعلاقة تكافلية وتوجد أيضًا ضمن الأحياء الدقيقة الموجودة في الأمعاء.

## جير الأسنان
جير الأسنان هو المادة التي تلتصق بالأسنان وتتكون من خلايا بكتيرية (خاصةً العقدية الطافرة والعقدية النزفية)، والبوليمرات اللعابية والنواتج البكتيرية الخارجة عن الخلية. والجير عبارة عن بيوفيلم يغطي سطح الأسنان. وهذه الكائنات الدقيقة المتراكمة على الأسنان وأنسجة اللثة تعرضها لتركيزات عالية من نواتج أيض البكتيريا مما يؤدي إلى أمراض الأسنان. وفي حالة عدم الاهتمام بهذا الجير، عن طريق تنظيف الأسنان بالفرشاة أو الخيط، فإنه قد يتحول إلى قلح (أي جير متصلب) ويؤدي إلى التهاب اللثة أو مرض دواعم السن.

## التواصل بين الخلايا
تعيش معظم أنواع البكتيريا الموجودة في الفم في تجمعات ميكروبية، يُسمي كل منها بيوفيلم، ويعد التواصل بين البكتيريا إحدى سماتها. يتم الاتصال بين الخلايا عبر نوع خاص من البروتين اللاصق وغالبًا، كما في حالة التجمع بين الأنواع، باستخدام مستقبلات تكميلية عديدة السكاريد. وهناك طريقة أخرى للاتصال باستخدام جزيئات لإرسال الإشارات بين الخلايا، ويوجد منها نوعان: جزيئات تستخدم للاتصال بين خلايا النوع الواحد وتلك التي تستخدم للاتصال بين خلايا الأنواع المختلفة. ومن أمثلة الاتصال بين خلايا النوع الواحد عملية استكشاف عدد أفراد النوع. فقد أثبتت الدراسات أن بكتيريا الفم تنتج ببتيدات صغيرة، مثل ببتيدات تحفيز التحول الجيني، التي يمكن أن تساعد في تعزيز تكون بيوفيلم من نوع واحد. ومن الأشكال الشائعة لتبادل الإشارات بين الأنواع ما يتم بواسطة 4, 5-dihydroxy-2، و3-pentanedione أو Autoinducer-2.

## التطعيم ضد حالات العدوى التي تصيب الفم
تسوس الأسنان والتهاب دواعم السن لهما مسببات معدية وقد اقترح بعض المتخصصين استخدام التحصين لمكافحتهما. ومع ذلك، فإن الطرق تختلف وفقًا لطبيعة البكتيريا المعنية والآليات المرضية لهذين المرضين المختلفين جدًا. ففي حالة تسوس الأسنان، فإن البروتينات التي تسبب استيطان البكتيريا العقدية الطافرة للأسنان يمكن أن تنتج أجسامًا مضادة تمنع التسوس. أما لقاحات الوقاية من أمراض دواعم الأسنان فهي أقل تطورًا، ولكن تم تحديد بعض المستضدات المستهدفة.